# أليستير ميلن
أليستير ميلن (بالإنجليزية: Alistair Milne)‏ هو شخصية أعمال بريطاني، ولد في 2 أكتوبر 1977 في مانشستر في المملكة المتحدة.